# Mick Jones (ur. 1944)
Mick Jones (właśc. Michael Leslie Jones, ur. 27 grudnia 1944 w Londynie) – muzyk, kompozytor, aranżer, wokalista.
Gra na gitarze akustycznej i elektrycznej oraz na keyboardzie. Założyciel zespołu Foreigner. To on ułożył uważaną za jedną z najpiękniejszych ballad rockowych I Want to Know What Love Is. W grupie Foreigner – której także nazwę wymyślił – rzadko śpiewał solo. Jego dwie najbardziej rozpoznawalne piosenki to ballady rockowe pochodzące z pierwszych albumów, takie jak „Starrider” i „I Have Waited so Long”.

## Filmografia
- „Great American Rock Anthems: Turn It Up to 11” (jako on sam, 2011, film dokumentalny, reżyseria: Dione Newton)[4]